# 金彩華
金彩華（韓語：김채화；1988年11月7日—），日本名長瀨彩華（日语：／ Ayaka Nagase ），日本朝鮮族出身的原日本及南韓花样滑冰選手。

## 經歷
大阪府出身，大阪女學院中學畢業，關西大學商學部畢業。
8歲開始學花樣滑冰，後參加了日本國內的比賽，2004年韓國體育局授予金彩華韓國海外運動員專項獎學金。她是獲此獎學金的第一人。
金彩華在2005－06國際賽季首次亮相韓國，一直到2011年退役，並預定於退役後出任教練。
1. ↑  p.51